# Roger Taylor (baterista de Duran Duran)
Roger Andrew Taylor (Bromwich, 26 de abril de 1960) é o baterista da banda new-romantic Duran Duran. Taylor entrou para o Hall da Fama do Rock and Roll como membro do grupo em 2022.
Roger esteve com a banda Duran Duran entre 1979 e 1985, retornando após a reunião da formação original da banda em 2001.
Até hoje é considerado como 'Duranie' mais silencioso, apesar de hoje em dia deixar sua timidez de lado e dar declarações mais abertamente.
É de uma personalidade modesta, simples, e, no fundo, profundamente energético. De acordo com Simon Le Bon, é o elo central da banda.
Roger foi casado durante 21 anos com Giovanna Cantone, de quem teve 3 filhos: James (08/1987), Ellea (1992) e Elliott (01/1996). Os dois se divorciaram em 2005. Em 2007, Roger casou-se novamente, com uma modelo peruana chamada Gisella Bernales, de quem tem um filho, Julian Roger, nascido em 9 de julho de 2011.